# Cykling vid olympiska sommarspelen 1972
Resultaten från tävlingarna i cykel vid olympiska sommarspelen 1972. Enbart herrar deltog. Tävlingarnas äldsta deltagare var finländaren Ole Wackström, 33 år. Den yngsta deltagaren var jamaicanen Honson Chin, 16 år.

## Medaljer

### Tabell
| Pl. | Nation         | Guld | Silver | Brons | Totalt |
| --- | -------------- | ---- | ------ | ----- | ------ |
| 1   | Sovjetunionen  | 2    | 0      | 1     | 3      |
| 2   | Västtyskland   | 1    | 0      | 1     | 2      |
| 3   | Danmark        | 1    | 0      | 0     | 1      |
| 3   | Frankrike      | 1    | 0      | 0     | 1      |
| 3   | Nederländerna  | 1    | 0      | 0     | 1      |
| 3   | Norge          | 1    | 0      | 0     | 1      |
| 7   | Australien     | 0    | 3      | 0     | 3      |
| 8   | Östtyskland    | 0    | 2      | 1     | 3      |
| 9   | Polen          | 0    | 1      | 1     | 2      |
| 10  | Schweiz        | 0    | 1      | 0     | 1      |
| 11  | Storbritannien | 0    | 0      | 1     | 1      |

### Samtliga medaljer
| Gren                                 | Guld                                                                          | Silver                                                                   | Brons                                                                 |
| Herrarnas linjelopp Detaljer...      | Hennie Kuiper Nederländerna                                                   | Clyde Sefton Australien                                                  | Ingen utdelad                                                         |
| Herrarnas lagtempolopp Detaljer...   | Sovjetunionen Valerij Jardy Gennadij Komnatov Valerij Lichatjov Boris Sjuchov | Polen Ryszard Szurkowski Edward Barcik Lucjan Lis Stanisław Szozda       | Ingen utdelad                                                         |
| Herrarnas tempolopp Detaljer...      | Niels Fredborg Danmark                                                        | Daniel Clark Australien                                                  | Jürgen Schütze Östtyskland                                            |
| Herrarnas sprint Detaljer...         | Daniel Morelon Frankrike                                                      | John Nicholson Australien                                                | Omar Pchakadze Sovjetunionen                                          |
| Herrarnas tandem Detaljer...         | Sovjetunionen Vladimir Semenets Igor Tselovaljnikov                           | Östtyskland Jürgen Geschke Werner Otto                                   | Polen Andrzej Bek Benedykt Kocot                                      |
| Herrarnas förföljelse Detaljer...    | Knut Knudsen Norge                                                            | Xaver Kurmann Schweiz                                                    | Hans Lutz Västtyskland                                                |
| Herrarnas lagförföljelse Detaljer... | Västtyskland Günther Schumacher Jürgen Colombo Günter Haritz Udo Hempel       | Östtyskland Uwe Unterwalder Thomas Huschke Heinz Richter Herbert Richter | Storbritannien William Moore Michael Bennett Ian Hallam Ronald Keeble |

1. ↑   Jaime Huelamo (ESP) blev diskvalificerad då han åkte fast i dopingtest. Fjärdeplacerade  Bruce Biddle (NZL) fick inte bronset då han också testades positivt.
2. ↑    Nederländerna diskvalificerades då Aad van der Hoeck fastnade i en dopingkontroll. Det fjärdeplacerade belgiska laget fick inte bronset då de inte hade testats för dopning.